# Ozacarus reductus
Ozacarus reductus är en kvalsterart som först beskrevs av J. och P. Balogh 1983.  Ozacarus reductus ingår i släktet Ozacarus och familjen Lohmanniidae. Inga underarter finns listade i Catalogue of Life.